# João de Deus Pinheiro
Prof. Dr. João Rogado de Deus Pinheiro (Lissabon, 11 juli 1945) is een politicus van Portugese afkomst. Hij is aangesloten bij de Partido Social Democrata (PSD).

## Biografie
De Deus Pinheiro studeerde Scheikunde aan het Instituto Superior Técnico. Na afronding van deze studie studeerde hij tussen 1976 en 1980 eveneens scheikunde aan de Universiteit van Birmingham. Naast zijn opleiding was De Deus Pinheiro tussen 1970 en 1973 wetenschappelijk assistent scheikunde aan de Universiteit van Lourenço Marques in Mozambique. Tussen 1976 en 1985, met een onderbreking tussen 1979 en 1984, was hij werkzaam op de universiteit van Minho. In eerste instantie als lector scheikunde (1976-77), later als hoogleraar scheikunde (1977-79) en uiteindelijk als rector van de universiteit (1984-85).
In 1982 werd De Deus Pinheiro benoemd tot staatssecretaris van Onderwijs in het kabinet van Francisco Pinto Balsemão. Drie jaar later werd hij minister van Onderwijs en Cultuur in het eerste kabinet van Anibal Cavaco Silva. Deze functie bekleedde De Deus Pinheiro tot augustus 1987. Tussen 1987 en 1993 was hij minister van Buitenlandse Zaken. In januari 1993 werd De Deus Pinheiro benoemd tot de Portugese afgevaardigde bij de Europese Commissie. Hij bleef Eurocommissaris tot september 1999.
 Martin Bangemann ·  Ritt Bjerregaard ·  Emma Bonino ·  Leon Brittan ·  Hans van den Broek ·  Édith Cresson ·  João de Deus Pinheiro ·  Franz Fischler ·  Pádraig Flynn ·  Anita Gradin ·  Neil Kinnock ·  Erkki Liikanen ·  Manuel Marín ·  Karel Van Miert ·  Mario Monti ·  Marcelino Oreja ·  Christos Papoutsis ·  Jacques Santer ·  Yves Thibault de Silguy ·  Monika Wulf-Mathies
 Martin Bangemann ·  Leon Brittan ·  Hans van den Broek ·  Henning Christophersen ·  Jacques Delors ·  João de Deus Pinheiro ·  Pádraig Flynn ·  Manuel Marín ·  Abel Matutes* ·  Karel Van Miert ·  Bruce Millan ·  Marcelino Oreja ·  Ioannis Paleokrassas ·  Antonio Ruberti ·  Peter Schmidhuber ·  Christiane Scrivener ·  René Steichen ·  Raniero Vanni d'Archirafi
 * afgetreden 
- Bibliothèque nationale de France: cb125086795 (data)
- Gemeinsame Normdatei: 120266369
- International Standard Name Identifier: 0000 0001 0917 5729
- Library of Congress Control Number: n92091311
- Nederlandse Thesaurus van Auteursnamen: 123592666
- Parlement.com: vi2n2tsc0dzv
- Système universitaire de documentation: 034320040
- Virtual International Authority File: 76422299
- WorldCat: E39PBJvCVQmT8xBWJ8fKXMdYT3